# Fontanès (Loire)
Fontanès é uma comuna francesa na região administrativa de Auvérnia-Ródano-Alpes, no departamento de Loire. Estende-se por uma área de 6,63 km². Em 2010 a comuna tinha 691 habitantes (densidade: 104,2 hab./km²).